# Big Empty
Big Empty è un singolo del gruppo musicale statunitense Stone Temple Pilots, pubblicato nel 1994 come primo estratto dal secondo album in studio Purple ed inserito nella colonna sonora del film Il corvo - The Crow.
Il brano è stato composto da Dean DeLeo, con testo scritto da Scott Weiland.

## Tracce
- CD

1. Big Empty
2. Lounge Fly

## Formazione
- Scott Weiland – voce
- Dean DeLeo – chitarra
- Robert DeLeo – basso
- Eric Kretz – batteria

## Classifiche
| Classifica (1994)             | Posizione massima |
| ----------------------------- | ----------------- |
| Australia                     | 63                |
| Nuova Zelanda                 | 47                |
| Stati Uniti (alternative)     | 7                 |
| Stati Uniti (mainstream rock) | 3                 |